# Thierno Gueye
Pour les articles homonymes, voir Gueye.
Thierno Gueye, né le 27 juillet 1976 à Rufisque (Sénégal), est un joueur de basket-ball français. Il mesure 2,05 m.

## Clubs
- 1996 - 1998 :  Chalon-sur-Saône (Pro A)
- 1998 - 1999 :  Sablé-sur-Sarthe (Nationale 1)
- 1999 - 2002 :  Tourcoing (Nationale 2)
- 2002 - 2005 :  Montceau-les-Mines (Prénationale et Nationale 3)
- 2005 - 2006 :  Éveil Sportif Ormes Basket 45 (Nationale 2)
- 2006 - 2007 :  Le Lexovien (Nationale 2)
- 2007 - 2015 :  Nevers Marzy (Nationale 3)

## Sources
- Maxi-Basket
- Le journal de Saône-et-Loire